# Tommi Siirilä
Tommi Siirilä (Alajärvi, 5 agosto 1993) è un pallavolista finlandese, centrale nell'Unterhaching.

## Carriera

### Club
La carriera di Tommi Siirilä inizia nella stagione 2011-12 quando esordisce in Lentopallon Mestaruusliiga con il Kokkolan Tiikerit. Nella stagione 2012-13 passa al Pielaveden Sampo, dove resta per due annate, per poi ritornare, nella stagione 2014-15, al club di Kokkola, sempre in Lentopallon Mestaruusliiga, con cui, in due annate di permanenza, vince due scudetti e due Coppe di Finlandia.
Per il campionato 2016-17 si trasferisce alla società francese del Gazélec Ajaccio, in Ligua A, aggiudicandosi la Supercoppa e la Coppa di Francia. Nella stagione 2017-18 viene ingaggiato dalla Sir Safety Perugia, nella Serie A1 italiana, con cui vince la Supercoppa italiana 2017, la Coppa Italia 2017-18 e lo scudetto 2017-18.
Ritorna in patria per il campionato 2018-19, accasandosi al Vammalan, nella massima divisione, con cui vince la Coppa di Finlandia e lo scudetto. Nel campionato seguente è nuovamente all'estero, questa volta in Germania, partecipando alla 1. Bundesliga con l'Unterhaching.

### Nazionale
Già membro delle nazionali giovanili finlandesi, nel 2012 ottiene le prime convocazioni nella nazionale maggiore.

## Palmarès

### Club
- Campionato finlandese: 3

2014-15, 2015-16, 2018-19
- Campionato italiano: 1

2017-18
- Coppa di Finlandia: 3

2014, 2015, 2018
- Coppa di Francia: 1

2016-17
- Coppa Italia: 1

2017-18
- Supercoppa francese: 1

2016
- Supercoppa italiana: 1

2017